# Strymonischer Golf
Koordinaten: 40° 41′ N, 23° 53′ O
Strymonischer Golf (griechisch Στρυμονικός κόλπος) bezeichnet einen Golf bzw. ein Meeresgebiet im nördlichen Teil der Ägäis. Der Golf wurde nach dem in ihn einmündenden Fluss Strymonas benannt. Alternativ heißt er auch Golf von Orfanos (Κόλπος Ορφανού).
Den Strymonischen Golf begrenzt im Westen die Ostküste der Halbinsel Chalkidiki. Im Norden bildet die Küste Ostmakedoniens um die Mündung des Flusses Strymonas die Begrenzung bis zum Vorsprung des Pangeo- und Symvologebirges in die Ägäis. Nach Süden und damit zum offenen Meer der Ägäis bildet die Begrenzung eine Linie zwischen der Halbinsel von Stratoniki mit dem Kap Elefthera auf Chalkidiki und dem Landvorsprung des Pangeo-Gebirges. Die West- und Südwestgrenze des Strymonischen Golfes kann auch weiter südlich am Kap Akrita der Halbinsel Athos festgelegt werden. Im Osten grenzt der Strymonische Golf küstenseitig an den Golf von Kavala, der nördlich der Insel Thasos liegt. Abgetrennt durch die Halbinsel von Stratoniki findet sich südlich der Golf von Ierissos (oder Golf von Akanthos).
Der Strymonische Golf ist ein Teilgebiet der Nordostägäis bzw. der Thrakischen See. Seine Tiefe überschreitet als Teilgebiet des nordägäischen Schelfs nicht 200 m. In seinem östlichen Teil (nach anderer Auffassung bereits der Golf von Kavala) finden sich die einzigen wirtschaftlich genutzten Erdölvorkommen Griechenlands. Der Eintrag von Süßwasser geschieht zum größten Teil durch den Fluss Strymonas. Allerdings entwässern auch die Seen im mygodonischen Becken, der Volvi-See und der Koronia-See, über den kleinen Fluss Richios in den strymonischen Golf. Aus der Chalkidiki erhält der strymonische Golf keine nennenswerten Mengen an Süßwasser.
Landseitig grenzen die Regionalbezirke Chalkidiki auf der gleichnamigen Halbinsel, Serres, Thessaloniki und Kavala an den Strymonischen Golf. Städte und Ortschaften an seiner Küste sind auf der Chalkidiki Olymbiada, im Regionalbezirk Thessaloniki Stavros, Vrasna und Asprovalta, im Regionalbezirk Serres Nea Kerdylia und Nea Amphipoli sowie im Regionalbezirk Kavala Kariani und Orfani.
Im Strymonischen Golf findet sich lediglich eine kleine, unbewohnte Insel: Kafkanas oder Kapros. Sie liegt wenige Kilometer vor der Ostküste Chalkidikis in Höhe der Ortschaft Olymbiada bzw. in Höhe des antiken Stageira.